# Olojčan
L'Olojčan (in russo Олойчан?) è un fiume dell'estremo oriente russo, affluente di destra dell'Omolon (bacino idrografico della Kolyma). Scorre nel Bilibinskij rajon della Čukotka.
Il fiume ha origine sull'altopiano della Kolyma, scorre in direzione prevalentemente nord-occidentale, in un corso parallelo a quello dell'Oloj. L'Olojčan ha una lunghezza di 229 km, il bacino misura 6 050 km².